# Andalgalomys olrogi
Andalgalomys olrogi là một loài động vật có vú trong họ Cricetidae, bộ Gặm nhấm. Loài này được Williams & Mares mô tả năm 1978.